# (8942) Takagi
Pour les articles homonymes, voir Takagi (homonymie).
(8942) Takagi est un astéroïde de la ceinture principale.

## Description
(8942) Takagi est un astéroïde de la ceinture principale. Il fut découvert le 30 janvier 1997 à Ōizumi par Takao Kobayashi. Il présente une orbite caractérisée par un demi-grand axe de 2,74 UA, une excentricité de 0,08 et une inclinaison de 4,4° par rapport à l'écliptique.

## Compléments